# Campylandra ensiflora
Campylandra ensiflora es una especie  de planta fanerógama perteneciente a la familia Asparagaceae, anteriormente de las ruscáceas. Es nativa de China.

## Descripción
Tiene los rizomas de color marrón o verde, como tallos alargados, cilíndricos, los nodos espaciados. Tallo alargado, de 10 cm; con muchos nodos. Muchas hojas caulinares, dísticas, sésiles de 35 - 50 cm x 5 - 12 mm. La inflorescencia en pico de 4 a 5,5 cm, con muchas flores, con varias brácteas estériles apicales; pedúnculo de 4-5 cm, brácteas fértiles de color verde o marrón pálido, 7 - 12 mm. Perianto tubular-acampanado, con los lóbulos extendidos, de color marrón o verde, carnoso, el margen blanco, membranoso. Los frutos en forma de bayas de color rojo-negro en la madurez, subglobosos, 5-8 mm de diámetro. Florece en junio, fructifica en octubre.

## Distribución y hábitat
Se encuentra en los bosques de frondosas y laderas rocosas sombrías, a una altitud de 1000 - 3200 metros, en Yunnan.

## Taxonomía
Campylandra ensiflora fue descrita por (F.T.Wang & Tang) M.N.Tamura, S.Yun Liang & Turland y publicado en Novon 10 (2): 159, en el año 2000.
Citología
El número de cromosomas es de: 2 n = 38.
Sinonimia
- Rohdea ensifolia (F.T.Wang & Tang) N.Tanaka
- Tupistra ensifolia F.T.Wang & Tang[3]